# 外道学園
『外道学園』（げどうがくえん、BLACK BOARD JUNGLE）は、前田俊夫による日本の成人向け漫画。また、それを原作とするアニメ（OVA）。

## あらすじ・各話ストーリー
不良が多数在学する「外道学園」の通称で知られる私立高校・元道学園の生徒、世良正夫はヒマラヤ山中の飛行機事故から魔王エセデスの力を宿したことで奇跡的に生還を果たす。悪魔の力を得た彼は、その力を使って自分に危害を加えたり貶めようとする者達に制裁を与えていく。
Vol.1 蘇った少年
ヒマラヤ山中で起こった飛行機事故で死んだはずの世良正夫が事故から2か月経ったある日突然、元道学園に帰ってきた。だが正夫には魔王エセデスの強力な力が備わっていた。さっそくその力で不良の安部からクラスメイト・染谷優子の危機を救った正夫だが、その力に恐怖するのだった。
Vol.2 魔王エセデス
親戚の世良弓美の家に引き取られ、そこに居候することとなった正夫は、同じような夢を繰り返し見るようになっていた。それは飛行機事故で両腕を失い、半死の状態になっている自分が三千世界に君臨する魔王エセデスの力で両腕を取り戻し、蘇生するという夢だった。弓美の部屋で寝ていた正夫はこの夢から目が覚めると、隣の部屋でオナニーをする弓美の姿が目に入った。それを見られた弓美は両親に正夫が自分に手を出そうとしたのだと嘘をつき、誤解され正夫は追い出されてしまう。街中を歩いていた正夫の前に、弓美とそのボーイフレンドの守が目に入った。守に絡まれ暴行を受ける正夫は、突然悪魔のような人相となり呪文を唱え出した。やがて我に返ると正夫の頭の中で得体のしれない呪文や「エセデス」という妙な言葉が鳴り響いていた。そして公園には正夫に絡んできた守と、あらわになった陰部に守のねじれた手が突っ込まれた弓美が白目をむいて転がっていたのだった。
Vol.3 暗黒の力（ダークサイドのパワー）
放課後、空手部の部活中に空手着の洗濯をしていた正夫に、優子にちょっかいを出した安部が挨拶してきた。それを目撃した社会科教師・伊成は正夫が不良たちを手なずけて教師に対して反抗してくると考え、そうした反抗心をくじこうと正夫の顔面を殴りつけて去って行った。部活の帰り、正夫は職員室の脇を通ると窓越しに伊成が万引きをネタに女生徒を脅してセクハラを強要しているのを見る。アパートで一人暮らしをするようになっていた正夫は殴られた顔を鏡で見ていると不気味な笑みを浮かべる自分の姿に驚く。すると自分の頭の中に再び得体のしれない呪文が聞こえて来るのだった。こうして魔王エセデスの力を発現させた正夫は、歓楽街のホテルで脅していた女生徒との性交に及んでいた伊成を見つけ出し、制裁を加える。翌日学校に来ると、伊成が欠席となったために授業は自習となった。
Vol.4 憎悪の呪文
日曜日。学費を稼ぐため、工事現場のアルバイトをする正夫。弓美の家を追い出された際に弓美の父は月々の生活費は出すと言ったものの、それだけでは高校の学費までは賄えないためにここで働いていたのだった。そんな正夫の前に、友達と一緒に歩いていた優子が現れる。だがその優子の友人は正夫を「貧乏人」と見下し、その場を離れようとしたので優子は「ごめんね」と言って正夫のもとを離れた。
1週間後の雨の日に、優子と初デートすることになった正夫はその途中で横を通った高級車に泥水をひっかけられてしまう。正夫が腹いせに車のドアを蹴り助手席を覗いてみると、助手席に乗っていたのは1週間前に会った優子の友人でボーイフレンドの増田住夫とドライブ中だったのだ。彼女から再び侮辱の言葉を浴びせられた正夫が唾を吹きかけると住夫は正夫を地面にたたきつけ、さらに顔を踏みつけた。散々な目にあわされた正夫は汚れた服を着かえようといったん家に帰り、再び身なりを整えて約束の待ち合わせ場所に向かったものの、1時間半も遅れて到着したために優子はすでにいなかった。「初デートを台無しにされた」という二人への憎悪の念から魔王エセデスの力を発現させた正夫は、夜道をドライブする二人を見つけると闇の力で自動車事故を起こさせ、二人を死に追いやるのだった。
Vol.5 大人の世界
正夫は風邪で寝込んでいた。そんな正夫の前に、優子が差し入れを持って見舞いにやってきた。差し入れの牛乳を温めて飲ませようとした優子は、手を滑らせて正夫のパジャマのズボンに牛乳をこぼしてしまう。体を拭こうとしたところ、パンツから除く正夫の勃起した男性器も拭こうとして正夫に顔射されてしまった。優子は恥ずかしさからその場を後にしたが、嫌われたと思う正夫は「童貞で女性慣れしていないから恥をかくんだ」と考え、風俗で初体験をすませようとバイト代の残りを持って歓楽街に向かった。8千円ポッキリという呼び込みで入ったキャバレーで大人の女性を前に興奮する正夫だが、正夫が大して金を持っていないとわかると女の態度は急変し、正夫に侮蔑的な言葉を吐くのだった。怒りに駆られた正夫はエセデスの力が発現させ、その魔力で制裁を加える。キャバレーを後にした正夫の後ろには、悪魔の影が映っていた。
Vol.6 異常な感覚
正夫は安部から頼みごとを引き受けることになった。安部によれば、山岸校の野田広範という不良が3日後に行うタイマンの相手に自分を指定してきたのだが、勝てそうにないので正夫に代行してほしいのだという。やむなく了承した正夫だが、翌日その様子を目撃した優子から問いただされ、事情を話したのだった。正夫の説明を聞いて安心した優子は正夫にキスを求めるが、飲食店のアルバイトがあったことを思い出した正夫は優子と別れバイト先に向かった。公園で一人となった優子を、これからタイマンの相手となる正夫がどういう存在なのか偵察に来ていた野田広範とその手下二人が取り囲んだ。野田と手下たちによる凌辱で窮地に陥る優子。異常な感覚を憶え、優子の危機を察知した正夫はバイト先の飲食店を飛び出したのだった。
Vol.7 下等霊との戦い
道路で四つん這いとなり、苦悶する正夫。エセエスの力を発現させた正夫は、尾を引く光の球となって街中を飛び、優子のいる公園に現れた。野田は正夫に襲いかかって来たが、正夫はそれを軽くあしらい野田に霊が取り憑いていることを見抜くと呪文を唱えた。呪文の力で飛び出した下等霊は、正夫に取りついている霊が魔王エセデスだとわかると即座に何処かへと行ってしまった。優子の処女喪失の危機を救った正夫だが、自分に不思議な力があることが優子にわかってしまう。優子は驚きはしたもののそれで動じることはなく、取り憑いていた霊がいなくなって事情が飲み込めていない野田に一発ビンタを食らわせ仕返しをするのだった。
Vol.8 エセデスの正体
正夫はどんどん変貌していくことに恐れを抱き始めていた。手の爪は尖り、両手は毛深くなり、顔も変貌しつつあった。これまでも鏡に映る自分の顔が悪魔のようになっていたり、自分の影が悪魔のそれのようになっているのを見ていた正夫は自分がだんだん人間から悪魔に変わりつつあることに苦悩する。
授業中に学校を無断で早退し、そのままアパートで眠りに就いた正夫。そんな正夫の部屋に優子が上がりこんできた。布団から体を起こした正夫だが、突然パジャマが裂け悪魔の体へと変貌しつつあるその姿を優子に見られてしまう。さらに目の前の優子を犯せというエセデスの声が頭の中に響いてくる。それを拒否する正夫だが、エセデスの力で優子の服が裂けてしまう。これまでのことから正夫が霊に取り憑かれていることを知っている優子は、正夫を救おうと自分の処女をささげようとするのだった。それを見た正夫は自分の左腕を包丁で斬り落とし、エセデスの魔力を半減させることに成功する。エセデスは正夫たちにどんな人間もその本性は醜いものであり、自分はその内面を引き出しているにすぎないと語りかけるが、それを優子は否定するのだった。するとエセデスは正夫たちの前にいつか再び現れると宣言し、二人の前から消えた。気がつくとエセデスの影響で変貌しつつあった正夫の体は元に戻り、斬り落とした腕も元通りになっていた。二人は愛の力で危機を乗り越えたのだった。

## 書誌情報
- 1988年10月1日初版発行 ISBN 4-924464-11-2

## アニメ
『超神伝説うろつき童子』のオリジナル・スタッフが再集結して製作された18禁アダルトアニメのOVAシリーズとして『外道学園』のタイトルで4巻、『外道学園Z』のタイトルで1巻まで発売されている。海外でのタイトルは「Nightmare Campus」。第1シリーズ『外道学園』は全国レンタル回転率で第7位を記録した。続編となる第2シリーズ『外道学園Z』は1巻で打ち切りとなり、未完のままで終わっている。
魔王エセデスの力を得た正夫が自分に危害を加えり、罵倒した相手に対しその魔力で制裁を行うという原作とは異なり、アニメ版では「外道」と呼ばれる特殊能力を持つ者たちによって展開される学園内の抗争劇を描いた学園もので、やがて悪魔 VS 神の戦いへと発展する『デビルマン』のようなストーリー展開となっている。そのため原作の基本設定はキャラクターなどを一部を流用した程度に留まる。キャラクターの容姿も劇画タッチの原作とは異なり、アニメ版はアニメが「テレビ漫画」などと言われていた頃の漫画映画的なタッチで描かれている。

### アニメ版ストーリー
第1巻
ヒマラヤで考古学者の父が病気になったと聞き、母とともに父が発掘作業をしているという神殿に向かった少年・世良正夫。だがそこで彼が見たものは、悪魔復活の儀式により血の海地獄となった無残な光景だった。そしてそれを見た正夫もまた、儀式を行う謎の女により剣で斬られてしまう。こうして封印されていた悪魔達が世界中に散らばり、立ち上った光の柱で神殿と周囲は吹き飛び、大地震が起こったのだった。
正夫が通っていた元道学園は、不良たちの集う外道学園として知られており、毎日のように不良グループによる抗争が展開され、ヒマラヤの大地震をきっかけに超常的な力を持つものが増え抗争は激化の一途をたどりつつあった。正夫は彼らとは対照的にひ弱な存在であり、ヒマラヤの大地震で死亡したと思われていた。そんな矢先に正夫が帰って来た。彼はヒラヤマ山中での儀式を通じて、強大な魔力を持つ魔王エセデスをその身に宿していたのだった。その力を感じ取った不良グループのリーダー・安部と有森麗子は正夫を自分の傘下に置こうとするが、エセデスの圧倒的な力の前に返り討ちにされるのだった。
第2巻
元道学園に帰って来た正夫をずっと見続けている者がいた。正夫の親友・御堂晃である。晃は安部と対立する不良グループの日向達を学園の大講堂に呼び寄せ、彼らを悪魔族へと変貌させた。アパートを借りて一人暮らしを始めることとなった正夫の前に、手料理を作ってあげようとクラスメイトの染谷優子が現れた。アパートに優子を迎え入れ、幸せなひと時を過ごす正夫だったが正夫の中に「我を開放せよ」というエセデスの声が聞こえてきた。暴走しそうになるエセデスの力を必死に抑え込もうとする正夫だが、優子がいなくなった途端に魔王エセデスへと変貌し、正夫の意志とは裏腹に夜の街で暴れ狂うのだった。朝になって元の人間の姿に戻った正夫の眼前に広がっていたのは、エセデスによって破壊された街の無惨な姿だった。それからまもなく晃によって悪魔の力を得た日向達が、正夫と優子を狙ってきた。安部から日向達が優子を人質に取っていると聞いた正夫は、彼らとともに優子の救出のため大講堂へ向かう。そんな正夫を待ち受けていたのは黒幕の御堂晃だった。親友の変貌ぶりに驚く正夫を前に、晃は自分が魔王アクィフェルの生まれ変わりであり、アクィフェルとエセデスとは親友であったと明かし、正夫をエセデスとして覚醒させようと戦いを挑んできた。エセデスとしての覚醒を妨げているのが優子であると考えていた晃は、正夫の目の前で優子を凌辱しようとした。優子の危機を目の当たりにした正夫はエセデスの力を発現させ、晃を圧倒する。魔獣と化した正夫は優子の制止する声もむなしく、晃の胸を貫くのだった。
第3巻
保険医として外道学園に赴任してきた御子神由美と、生徒会会長の草薙秀一による悪魔族殲滅計画"外道狩り"が始まった。生徒会と協力関係にある体育会系のグループ武道連合により、安倍の不良グループは危機的状況にあった。御堂晃は死に瀕していたものの一命を取り留め、正男との友情を取り戻した。正夫はエセデスの力をコントロールしようと試みるが、その際に優子の胸に傷をつけてしまう。
着々と外道狩りを進めてゆく生徒会は、遂に正男をターゲットに定め武道連合のリーダー三人に「正男を倒せ」と命じるのだった。武道連合のリーダー達との対決で「仲間になってほしい」とする自らの意思を伝える正夫。その戦いの中で正夫はエセデスの声を聞き、悪魔である自分を認めることでエセデスとして覚醒を果たすとともに、武道連合のリーダー達に勝利する。武道連合のリーダー達は約束通り正夫の仲間となるが、そこに草薙と御子神が神族としての本当の姿を見せて正男らの前に出現し、二人は御堂晃を人質にとり姿を消した。御子神の姿を見た正夫は彼女がヒマラヤで自分を殺した謎の女であることに、エセデスは悪魔族を封印した神族であることに恐怖を覚えるのだった。
第4巻
御堂晃を人質にした御子神ら神族は、生徒会や風紀委員を使って性奴隷にすることで晃を支配下に置こうとする。一方、正夫は御子神に対する恐怖心から悪夢にうなされるのだった。そんな中、神族は正夫の愛する優子に狙いを定めた。晃に対して拷問のように行われる性的調教の中、御子神は悪魔の封印を解いたのは神族による意図的なものであること、そしてその目的を晃に教える。それを聞いた晃は意識を手放し狂ったように御子神と交わり、その軍門に下ってしまう。
神族 対 悪魔族 との決戦となる生徒総会を前に正夫のもとを訪れた安部は、正夫に奮起を促すが正夫は恐怖から立ち直れないでいた。安部が帰った後、今度は優子が正夫のもとを訪れてきた。優子は正夫に「抱いて」と迫ったが、正夫は優子につけた胸の傷を見て彼女を抱くことができなかった。優子が次に向かった先は、草薙のマンションだった。優子は心に生じた迷いから草薙のもとを訪れたのだった。そんな彼女を草薙は御子神とともに凌辱するが、優子もまた神族であることが明らかとなる。
そして生徒総会の日が来た。優子と会って心の整理をつけた正夫は安部ら不良グループと共に元道学園に赴くのだった。草薙は晃を利用して生徒総会で正夫が悪魔であることを告発し、総会に出席した生徒達を洗脳して正夫ら外道を殺そうとする。その混乱に乗じて草薙は優子を連れ去り、とある一室におびき寄せ優子が自分たちと同じ神の一族であることを正夫に教え、正夫の目の前で優子と交わる姿を見せつけるのだった。魔法陣の結界で身動きの取れない中、正夫は口から放った炎で草薙を倒すが優子は正夫を拒絶し、その場に現れた御子神と共に光の中へと消えていった。後に残された正夫はエセデスの姿で巨大化し、慟哭と共に元道学園を半壊させるのだった。
外道学園Z
生徒総会の事件後、元道学園は閉鎖され数カ月が過ぎた。正夫達の外道グループは麗子の屋敷をアジトにして事態を見守っていた。元道学園に通っていた生徒達は他校へと通うようになったが、彼らの体には異変が生じていた。性格の激変や運動能力の大幅な向上といった兆候が見られた後に悪魔へと変身し、家族や身の回りの者を殺戮する生徒が現れるようになった。こうした事態に警察や政府も動き出し、情報統制を行った上で悪魔の調査・殲滅へと乗り出すようになる。そうした中、正夫達は悪魔化したことで機動隊に包囲された女生徒・仁科を救出する。一方、晃は神族の調教を受けてからというもの悪魔の姿で狂ったように女達を犯し、その女達はいずれも妊娠していた。悪魔化現象は世界的規模となりつつあった。その対策について警視庁では会合を開いていたが、上層部の皇のやり方に機動隊の隊長の結城は怒りを抱く。皇もまた神族であり、会合の後に御子神と接触していた。優子を失った正夫はせめて晃だけでも取り戻そうと思い、晃を正気に戻すことに成功する。そのころ、優子は御子神により神族として覚醒するための儀式を受け、優子の秘められた力に御子神は驚愕するのだった。ある日の夕方、閉鎖された元道学園で皇によりある実験が行われ、学園には正夫が現れた時とヒマラヤの時と同じように、光の柱が天へと立ち昇った。その夜、政府は遂に悪魔化現象をマスコミを通じて大々的に公表する。公表直後に、学園の周りで悪魔化現象が起こり始めた。皇が行った実験は悪魔化現象を引き起こすものだった。街には悪魔化した者があふれ、さらにはあちこちで火の手も上がり始めた。結城は憤りを憶えつつも、その鎮圧にあたることになった。―悪魔化した者を救うことができるのは、外道だけ― 正夫ら外道グループは、この事態に対し悪魔化した者を救出すべく、夜の街へと出撃するのだった。

### アニメ版の登場人物

#### 主人公とヒロイン
世良 正夫（せら まさお）/ 魔王エセデス
声 - 岩永哲哉
主人公である、元道学園の生徒。チベットで行われた悪魔の儀式で死亡するも、最強の悪魔である魔王エセデスの魔力を手に入れ復活を遂げる。
一軒家に住んでいたが、安部との戦いで自宅が灰燼に帰してしまったためにアパートを借りて一人暮らしをすることとなる。
学園に帰ってきた際にはその強力な魔力で、悪魔である安部や麗子の肉体が彼らの意図とは関係なく悪魔化してしまったほどである。エセデスの力を発現させると濃い緑色の悪魔となり、大きな羽根や尖った耳など悪魔の特徴が現れる。その力は街を一つ吹き飛ばすこともでき、正夫の自宅を含めて周囲は壊滅状態となった。
染谷 優子（そめや ゆうこ）
声 - 麻見順子
正夫の恋人。学校では保健委員をしている。正夫に恋焦がれていたが生徒会長の草薙に惹かれ、第4巻で関係を持ったことで草薙と同じく神族であることが発覚する。草薙と淫らに交わる姿を見られた上に正夫と同化した魔王エセデスとは対立する神族であることから、正夫から距離を置くようになる。草薙が正夫に倒されると保険医で神の一族である御子神につき添い、『Z』において御子神との性的な儀式（レズプレイ）によって神族として覚醒する。

#### 正夫の仲間
御堂 晃（みどう あきら）/ 魔王アクィフェル
声 - 室園丈裕
正夫のクラスメイトで親友。魔王エセデスの親友である魔王アクィフェルの生まれ変わりゆえ、魔力と策謀に長けている。魔王アクィフェルの姿になると赤い体色の悪魔となる。正夫の恋人である優子に対し、嫉妬にも似た感情を抱いていた。
正夫の友人で仲間であるが、彼をエセデスとして覚醒させようと画策し不良グループの日向をけしかけて優子を人質に取らせたり、エセデスの力を発現させた正夫に倒され瀕死の重傷から復活を遂げたあとも御子神ら神族の性奴隷として利用されるなど、正夫達の敵側での行動が目立った。
安部（あべ）
声 - 中村大樹
元道学園を支配する不良軍団のリーダー。悪魔族で正夫を魔王エセデスとして覚醒させようとするが反撃され、瀕死の重傷を負う。正夫の人柄にほれ込んでからは忠誠を誓い、正夫を新たなリーダーとして迎えようとする。
有森 麗子（ありもり れいこ）
声 - 篠原恵美
元道学園の女子生徒で、学園一の美女。悪魔族で安部のグループに属している。性術に長けており、その力で安部のグループ拡大に寄与している。正夫とセックスすることで覚醒を促そうとしたが、発現したエセデスの力の前に一方的に犯されてしまった。安部が正夫に忠誠を誓ったことに伴い、彼女もまた正夫の味方となった。
第1シリーズではセーラー服の姿がメインだが、『Z』ではスーツを着用している。　
コンピュータなどの設備の整った屋敷に住んでおり、『Z』では正夫ら悪魔族のアジトとなっている。
亜衣 & 麻衣（あい & まい）
安部のグループに属する悪魔族の姉妹。栗毛の髪の方が亜衣、黒髪で赤いヘアバンドを付けている方が麻衣である。治癒能力を持つ唾液や愛液を出すことから、安部が瀕死の重傷を負った際には安部との3Pに及びその体にそれらを塗って治療を行っている。また、姉妹間でテレパシーで会話ができるほか感覚を共有しており、一方が性的な快感を得るとそれがもう一方に伝わるという特異体質である。
武道連合のリーダー達
体育会系のグループ「武道連合」のリーダー達。
柔道部、空手部、剣道部の主将による三人組で、剣道部主将・加納（かのう）がリーダー格。当初は生徒会と協力関係にあり、外道狩りに協力していたが生徒会のやり方に疑問をいだき、正男との対決を最後に生徒会との協力を打ち切った。正男からの「仲間になってほしい」という申し出に対し「自分たちを倒せたら仲間になる」と約束したことから、正男との対決で敗北したあとは仲間となっている。
田上（たがみ）
『Z』で登場。元道学園1年F組の生徒で、元道学園が閉鎖されてからは正夫ら外道グループと行動を共にしている。麗子の屋敷にあるパソコンを使い、オペレーター的な役割を担当する。

#### 正夫の敵
御子神 由美（みこがみ ゆみ）
声 - 高田由美、本多知恵子（第4話のみ）
物語冒頭においてチベットで悪魔復活の儀式を行い、それを目撃した正夫を殺した女。その後元道学園の保険医として登場。草薙とともに"外道狩り"を裏で指揮する。その正体は神であり、悪魔の力を宿した正夫たち外道の敵。
悪魔族を封印した神族でありながら悪魔復活の儀式によりその封印を解いたり、人質にした魔王アクィフェルである御堂晃に対しても覚醒を促すかのように性的調教を行うが、打ち切りで物語が未完のまま終わったためにその目的が明かされることはなかった。
日向（ひゅうが）
声 - 小野健一
安部と対立する不良グループのボス。悪魔の力を持つ安部に対抗すべく同様の力を得ようとして御堂晃に利用される。
草薙 秀一（くさなぎ しゅういち）
声 - 優希比呂
元道学園生徒会長。風紀委員を支配し、武道連合の協力を得て外道狩りを指揮する。御子神と同じく神族であり、下級神ながら正夫ら外道の敵として立ちはだかる。
皇（すめらぎ）
『Z』で登場。白スーツを着た警視庁公安部のエリートだが、その正体は神族で御子神と繋がっている。悪魔殲滅のための特殊部隊を設立し、さらには神の計画の第一歩として悪魔化計画により元道学園の周辺にいる人間を悪魔化させた。

#### その他
世良夫妻
正夫の両親。物語冒頭で登場。正夫の父は考古学者でヒマラヤの遺跡を発掘していたが、正夫がその現場に来た時には怪物の姿と化しており、正夫を襲ってきた。近くにある銃で応戦した正夫によって射殺され、死ぬと元の人間の姿に戻った。母親も遺跡内で怪物たちの襲撃を受け死亡している。
第4巻でも正夫の夢で亡骸となった姿で登場している。
堀川 聡美（ほりかわ さとみ）
優子の友人で一緒に保健委員をやっている。晃に好意を抱いており、正夫をエセデスへと覚醒させるために利用される。
『Z』では、理性を失い性欲のままに交わり続ける晃の相手をする女達の一人として再登場し、晃の子を宿す。
仁科（にしな）
『Z』で登場。元道学園1年F組の生徒。閉鎖された元道学園の敷地に入ったところで調査員に捕まり、悪魔化現象のサンプリングのため凌辱される。悪魔化したことで調査員2人と外に待機していた機動隊の第1小隊を全滅に追い込み、高層ビル内のレストランに逃げ込んだところを武道連合に救助され、麗子の屋敷に保護される。
正夫と行動を共にしている一般生徒の田上とはクラスメイトだった。
梶原（かじわら）
声 - 田中秀幸
『Z』で登場。機動隊第1小隊の指揮官。悪魔化した仁科を抑えるべく外で待機していた第1小隊を指揮していたが、全滅させられ殉職。悪魔化し、暴走する仁科の姿を見て自分のやっていることに疑問を憶えていた。　
結城（ゆうき）
『Z』で登場。機動隊のリーダーで梶原の上官。仁科が逃げ込んだビルの包囲を命じられ、仁科救出に赴いた正夫ら外道グループと対峙。自分の部隊を捨て石にしようとしたり、悪魔とはいえ元は人間だった者を平然と殲滅しようとする皇ら上層部のやり方に反感を抱いている。　

### スタッフ
- 原作：前田俊夫[1]
- 脚本・監督：吉川浩司[1]
- キャラクターデザイン：さとうけいいち[2]、ハヤマケンジ[2]、もんちあきら[2]
- 音楽：天野正道[1]
- 音響監督：鶴岡陽太[1]
- 企画・総合プロデューサー：山木泰人
- 製作：フェニックス・エンタテインメント

### 映像ソフト
VHS
3巻までの販売元は日本コロムビア。第4巻、総集編、『外道学園Z』の販売元はジャパンホームビデオ。
- 「外道学園 1 - 魔王エセデスの復活」 1994年10月21日発売 COVM-5395
- 「外道学園 2 - 魔王アクィフェルの嘆き」 1995年2月1日発売 COVM-5434
- 「外道学園 3 - 神々の大いなる欲望」 1995年8月19日発売 COVM-5456
- 「外道学園 4 - 果てしない戦いへの序曲」 1995年12月10日発売 KL-2113
- 「外道学園 総集編」 1996年5月24日発売 KL-2117
- 「外道学園Z Vol.1 - 悪魔狩りの夜」 1996年6月28日発売 KL-2129

DVD
バニラより発売。販売代行はミルキーズピクチャーズ。日本国内版では『外道学園Z』はDVD化されていない。
- 「外道学園 1 - 魔王エセデスの復活」 2000年10月13日発売 JVDW-31
- 「外道学園 2 - 魔王アクィフェルの嘆き」 2000年10月13日発売 JVDW-32
- 「外道学園 3 - 神々の大いなる欲望」 2000年11月10日発売 JVDW-33
- 「外道学園 4 - 果てしない戦いへの序曲」 2000年11月10日発売 JVDW-34
- 「外道学園総集編 上巻」 2011年8月19日発売 DVNL-9152
- 「外道学園総集編 下巻」 2011年8月19日発売 DVNL-9154